# Конрат (Вісконсин)
Конрат (англ. Conrath) — селище (англ. village) в США, в окрузі Раск штату Вісконсин. Населення — 88 осіб (2020).

## Географія
Конрат розташований за координатами 45°23′3″ пн. ш. 91°2′8″ зх. д. / 45.38417° пн. ш. 91.03556° зх. д. (45.384079, -91.035469).  За даними Бюро перепису населення США в 2010 році селище мало площу 1,30 км², уся площа — суходіл.

## Демографія
Згідно з переписом 2010 року, у селищі мешкало 95 осіб у 42 домогосподарствах у складі 22 родин. Густота населення становила 73 особи/км².  Було 48 помешкань (37/км²).
Расовий склад населення:
| - 90,5 % — білих - 9,5 % — чорних або афроамериканців |

До двох чи більше рас належало 0,0 %. Частка іспаномовних становила 0,0 % від усіх жителів.
За віковим діапазоном населення розподілялося таким чином: 24,2 % — особи молодші 18 років, 53,7 % — особи у віці 18—64 років, 22,1 % — особи у віці 65 років та старші. Медіана віку мешканця становила 45,9 року. На 100 осіб жіночої статі у селищі припадало 115,9 чоловіків;  на 100 жінок у віці від 18 років та старших — 94,6 чоловіків також старших 18 років.
Середній дохід на одне домашнє господарство  становив 52 992 долари США (медіана — 23 750), а середній дохід на одну сім'ю — 85 181 долар (медіана — 37 500). За межею бідності перебувало 21,8 % осіб, у тому числі 62,5 % дітей у віці до 18 років та 3,8 % осіб у віці 65 років та старших.
Цивільне працевлаштоване населення становило 57 осіб. Основні галузі зайнятості: сільське господарство, лісництво, риболовля — 29,8 %, виробництво — 22,8 %, роздрібна торгівля — 17,5 %, будівництво — 17,5 %.